# 菲利普·萊斯尼亞克
菲利普·萊斯尼亞克（英語：Filip Lesniak；1994年5月14日—）是一位斯洛伐克足球運動員。在場上司職中場，現在效力丹麥足球超級聯賽球隊阿爾堡。

## 外部連結
- Tottenham profile
- Soccerway資料庫：菲利普·萊斯尼亞克